# 김승덕
김승덕(?~)은 대한민국의 학예사이다.
프랑스 디종 르 콩소르시움(Le Consortium, Contemporary Art Center)에서 공동 디렉터 및 협력 큐레이터로 재직 중이며 제55회 2013년 베니스 비엔날레 한국관의 커미셔너를 역임했다(6월 1일~11월 24일).  2022년 7월, 프랑스 문화부장관으로부터 문화예술공로훈장 슈발리에를 수훈하였다.

## 삶
1973년 이화 여자 중고등학교 졸업 후 한국을 떠나, 뉴욕, 베니스, 파리 등 국제무대에서 활동하며 해외에서 살았다.
1984년 2월 뉴욕대학교(New York University)에서 프랑스문화사 석사 학위를 취득했고, 1990년 5월 뉴욕 헌터대학교(Hunter College)에서 미술사 석사 학위를 받았다. 이후 1998년 10월 파리 제1대학교(Université Paris 1-Panthéon-Sorbonne)에서 미술사 전공으로 D.E.A.(박사학위 준비과정)을 수료했다.

## 경력
1993년부터 2000년까지 삼성문화재단(현 삼성미술관 리움)에서 베니스 및 파리 주재 컨설팅 큐레이터로 일했다. 또한 1996년부터 1998년까지 3년 간 파리 퐁피두센터(Centre Pompidou) 컬렉션 부서의 협력큐레이터로 근무했다.
김승덕은 2000년부터 르 콩소르시움에서 故 자비에 두루(Xavier Douroux), 프랑크 고트로(Franck Gautherot), 에릭 트롱시(Eric Troncy)와 함께 프로젝트 디렉터로 일했으며 2011년 이후 안 퐁테니(Anne Pontégnie), 스테판 무아동(Stéphanie Moisdon)이 함께 멤버로 들어와 6명이 공동 디렉터직을 맡고 있으며 국제 프로젝트 아시아 부서 디렉터를 겸하고 있다.
1977년에 설립된 르 콩소르시움은 프랑스 디종에 기반을 둔 컨템포러리 아트센터로, 장르를 가로지르는 전시를 만드는 기획 사무실은 물론 출판사 ‘레 프레스 뒤 레알(Les Presses du Réel)’, 영화제작사 ‘안나 산더스(Anna Sanders Films)’를 아우르고 있다. 2011년 10월부터 2017년까지 파리 팔레 드 도쿄(Palais de Tokyo) 프로그래밍 외부 전문 위원으로 활동했다.
2011년 6월부터 2014년까지 도하(카타르)의 도시발전 공공예술 전략 사업에서 르 콩소르시움과 함께 프로젝트 디렉터 및 아트 컨설턴트 직책을 역임했다. 2014년부터 2016년까지 프랑스고트로와 함께 광주 아시아문화의 전당 공간 디자인 및 공공미술 프로젝트 총괄 감독을 맡았다.
2015년 5월에는 제 56회 베니스 비엔날레 오프닝을 맞이하여 르 콩소르시움, 르 실렌시오 (le Silencio), 팔라조 그라시(Palazzo Grassi)와 함께 베니시안 블라인드 제 1회 콘서트를 개최했다. 이는 미술가이며 음악가이기도 한 작가들의 공연시리즈였다. 2016년, (재)예술경영지원센터와 르콩소르시움이 공동기획한 ‘문화예술마스터플래닝' (10월 4일부터 7일) 워크숍을 진행하였다.

## 주요 기획 전시
- 질 뮬 레아디, Blood Fog, 프랑스 고트로 & 김승덕 공동기획, 르 콩소르시움 (프랑스 디종), 2021년 7월 7일 - 2022년 1월 9일
- Grancey-le-Château, A World at the Edge, Consortium-Land, 베니스 건축비엔날레 (Patrick Berger, Junya Ishigami, Aristide Antona 협업), 2021년 5월 22일 - 11월 21일
- Pattern, Crime & Decoration, 프랑크 고트로 & 김승덕 공동기획, Lionel Bovier, 더 맘코(제네바) 협업, 르 콩소르시움 (프랑스디종), 2019년 5월 16일 - 10월 20일
- L’Almanach 18, 르 콩소르시움 (프랑스디종), 2018년 6월 22일 - 10월 14일
- 베트남에서 베를린까지, 김성원 & 김승덕 & 프랑크 고트로 기획, 광주 국립아시아 문화전당,  2018년 3월 9일 - 7월 8일
- 제이 드페오 : The Ripple Effect, 프랑크 고트로 & 김승덕 공동기획, 르 콩소르시움 (프랑스디종), 2017년 2월 3일 - 5월 20일, 아스펜 아트 뮤지엄(미국 콜로라도), 2018년 6월 29일-  10월 28일
- L'Almanach 16, 르 콩소르시움(프랑스 디종), 2016
- 한묵 & 이응노 Deux peintre modernistes coréen à Paris, 르 콩소르시움(프랑스 디종), 2015
- 김수자 To Breathe : Bottari, 제55회 베니스 비엔날레 한국관(이탈리아 베니스), 2013[18][19]
- 유르겐 텔러 Jurgen Teller : Touch me, 대림미술관(대한민국 서울), 2011
- 린다 벵글리스 Lynda Benglis, 르 콩소르시움(프랑스 디종) 외 5개 미술관: 반 아베 미술관(Van Abbe museum, 네덜란드 아인트호벤), 아일랜드 현대미술관(Irish Museum of Modern Art, 아일랜드 더블린), 로드아일랜드 디자인학교 미술관(The Museum of Art, Rhode Island School of Design, 미국 프로비덴스), 뉴 뮤지엄(New Museum, 미국 뉴욕), 로스앤젤레스 현대미술관(Museum of Contemporary Art, Los Angeles, 미국 로스엔젤레스), 2010[20]
- 쿠사마 야요이 Yayoi Kusama : Mirrored Year, 보이만스 반 뵈닝겐 미술관(Museum Boijmans Van Beuningen, 네덜란드 로테르담), 시드니현대미술관(Museum of Contemporary Art, Sydney, 오스트레일리아 시드니), 웰링턴시립미술관(City Gallery Wellington, 뉴질랜드 웰링턴), 2008
- 온 카와라 On Kawara : Pure Consciousness, 10개 유치원 프로젝트 시리즈 중 하나, 용화사(龍華寺) 용화유치원(대한민국 통영), 2008
- 제2회 안양공공예술프로젝트, 안양(대한민국), 2007
- 쿠사마 야요이, Yayoi Kusama : Dots Obsession - Love Transformed into Dots 하우스 데어 쿤스트(Haus der Kunst, 독일 뮌헨), 2007
- Elastic Taboos : Within the Korean World of Contemporary Art, 쿤스트할레 빈(Kunsthalle Wien, 오스트리아 빈), 2007
- 얀 페이밍 Execution : Exhibition of Yan Pei-Ming, 생테티엔현대미술관(Saint-Etienne Museum of Modern Art, 프랑스 셍테티엔), 2006
- Thoughts of a Fish in the Deep Sea, 발렌시아 비엔날레, 발렌시아(스페인), 2005[21][22][23]
- Domicile : Prive/public, 생테티엔현대미술관(Saint-Etienne Museum of Modern Art, 프랑스 셍테티엔), 2005
- Flower Power, 릴 2004 전시 프로젝트, 유럽 문화 수도, 릴 미술관(Palais des Beaux-Arts de Lille), 팔레 라모(Palais Rameau), 릴(프랑스), 2004
- 왕두 Wang Du : Disposable Reality, 로댕 갤러리(대한민국 서울), 2003
- 쿠사마 야요이 Yayoi Kusama, 르 콩소르시움(프랑스 디종), 일본문화회관(Maison de la culture du Japon, 프랑스 파리), 브란츠 클레데파브리크 미술관(Kunsthallen Brandts Klaedefabrik, 덴마크 오덴세), 레자바토와르(Les Abattoirs, 프랑스 툴루즈), 쿤스트할레 빈(Kunsthalle Wien, 오스트리아 빈), 아트선재센터(대한민국 서울, 경주), 2000~2003
- 김수자, 얀 페이밍 Kimsooja & Yan Pei Ming : Self-scape, 브란츠 클레데파브리크 미술관(Kunsthallen Brandts Klaedefabrik, 덴마크 오덴세), 2000~2001
- Asiana : Contemporary Art from the Far East, 벤드라민 칼레르지 궁전(Palazzo Vendramin Calergi, 이탈리아 베니스), 1995
- Triennale Kleinplastik 1995 : Europa-Ostasien, 수트베스트LB 포룸(SudwestLB Forum, 독일 슈투트가르트), 1995

## 저서
예술가, 건축가, 디자인너 등 유럽, 미국 및 아시아 작가들에 관한 전시 리뷰와 에세이를 출간했다. 아트인컬처(Art in Culture), 보자르 매거진(Beaux-Arts Magazine), 프로그 매거진(Frog Magazine), 아트프레스(Art Press) 등 다수의 미술전문지에 기고했다.